# Chrysopa bandrina
Chrysopa bandrina är en insektsart som beskrevs av Navás 1935. Chrysopa bandrina ingår i släktet Chrysopa och familjen guldögonsländor. Inga underarter finns listade i Catalogue of Life.